# Sposin’
Sposin’ — студийный альбом американской певицы Хелен Меррилл, записанный в октябре 1971 года при участии трио пиониста Гэри Пикока, куда также входили барабанщик Мотохико Хино и пианист Масахико Сато. Альбом был выпущен в 1971 году на датском лейбле Storyville Records в Европе и Victor World Group в Японии.

## Отзывы критиков
| Оценки критиков                   | Оценки критиков |
| Источник                          | Оценка          |
| --------------------------------- | --------------- |
| AllMusic                          | [ 1 ]           |
| The Encyclopedia of Popular Music | [ 2 ]           |

В AllMusic присудили альбому четыре заезды из пяти, но не оставили рецензии. В издании The Encyclopedia of Popular Music поставили альбому три звезды.

## Список композиций
1. «The Thrill Is Gone» (Лью Браун, Рэй Хендерсон) — 7:11
2. «My Man» (Жак Шарль, Чаннинг Поллок, Альберт Уиллемец, Морис Ивэйн) — 4:29
3. «If You Could See Me Now» (Карл Сигман, Тэдд Дэмерон) — 5:48
4. «Sposin’» (Энди Разаф, Пол Денникер) — 1:59
5. «In a Sentimental Mood / Once Upon a Summertime» (Дюк Эллингтон, Ирвинг Миллс, Мэнни Курц / Эдди Барклай, Мишель Легран, Эдди Марней, Джонни Мерсер) — 5:38
6. «Angel Eyes» (Эрл Брент, Мэтт Деннис) — 5:53
7. «Until It’s Time for You to Go» (Баффи Сент-Мари) — 6:44

## Участники записи
- Бас-гитара — Гэри Пикок[англ.]
- Вокал — Хелен Меррилл
- Продюсер — Фудзия Джимбо
- Сведение — Хидео Такада
- Ударные — Мотохико Хино[яп.]
- Фотографии, дизайн — Кацудзи Абэ[яп.]
- Фортепиано — Масахико Сато[яп.]